# هولتسویکده
هولتسویکده (به آلمانی: Holzwickede) یک شهر در آلمان است که در Unna واقع شده‌است. هولتسویکده ۱۷٬۲۶۹ نفر جمعیت دارد.

## خواهرخوانده
شهر Louviers خواهرخواندهٔ هولتسویکده هست.